# Nathan Bastian
Nathan Bastian (* 6. Dezember 1997 in Kitchener, Ontario) ist ein kanadischer Eishockeyspieler, der seit August 2025 bei den Dallas Stars in der National Hockey League (NHL) unter Vertrag steht und für diese auf der Position des rechten Flügelstürmers spielt.

## Karriere
Nathan Bastian wurde in Kitchener geboren und spielte in seiner Jugend unter anderem für die Kitchener Jr. Rangers sowie die Brantford Jr. B 99ers in regionalen Nachwuchsligen. Während der Saison 2013/14 wechselte er zu den Mississauga Steelheads in die Ontario Hockey League (OHL), die ranghöchste Nachwuchsspielklasse seiner Heimatprovinz. Der Durchbruch dort gelang dem Flügelstürmer in der Spielzeit 2015/16, als er 59 Scorerpunkte in 64 Spielen verzeichnete und er zudem am CHL Top Prospects Game teilnahm. In der Folge wählten ihn die New Jersey Devils im NHL Entry Draft 2016 an 41. Position aus. Die Devils statteten ihn bereits im Oktober 2016 mit einem Einstiegsvertrag aus, jedoch kehrte er vorerst für ein weiteres Jahr zu den Steelheads zurück. In diesem erreichte er mit dem Team das Endspiel der OHL-Playoffs um den J. Ross Robertson Cup, unterlag dort allerdings den Erie Otters mit 1:4.
Mit Beginn der Saison 2017/18 lief Bastian für die Binghamton Devils in der American Hockey League (AHL) auf, das Farmteam der New Jersey Devils. Auch dort etablierte er sich als regelmäßiger Scorer, sodass er im Januar 2018 zu seinem Debüt in der National Hockey League (NHL) kam. Einen Stammplatz in New Jersey erspielte sich der Angreifer in der Folge erst zur Saison 2020/21, bevor er im NHL Expansion Draft 2021 von den Seattle Kraken berücksichtigt wurde. Für das neu gegründete Team bestritt er anschließend nur zwölf Partien, ehe er im November 2021 über den Waiver in die AHL geschickt werden sollte und dabei erneut von den New Jersey Devils verpflichtet wurde. Im August 2025 unterzeichnete er einen Vertrag für die Saison 2025/26 bei den Dallas Stars.

## Erfolge und Auszeichnungen
- 2016 Teilnahme am CHL Top Prospects Game

## Karrierestatistik
Stand: Ende der Saison 2024/25
(Legende zur Spielerstatistik: Sp oder GP = absolvierte Spiele; T oder G = erzielte Tore; V oder A = erzielte Assists; Pkt oder Pts = erzielte Scorerpunkte; SM oder PIM = erhaltene Strafminuten; +/− = Plus/Minus-Bilanz; PP = erzielte Überzahltore; SH = erzielte Unterzahltore; GW = erzielte Siegtore; 1 Play-downs/Relegation; Kursiv: Statistik nicht vollständig)